# Barbara Castle
Barbara Anne Castle, baronowa Castle of Blackburn (ur. 6 października 1910 w Chesterfield, zm. 3 maja 2002 w hrabstwie Buckinghamshire) – brytyjska polityk, członkini Partii Pracy, minister w rządach Harolda Wilsona. Była córką Franka Bettsa i Annie Rebbecci.

## Życiorys

### Wykształcenie i kariera zawodowa
Wykształcenie odebrała w Love Lane Elementary School, a następnie w Pontefract and District Girls High School. W 1922 jej rodzina przeprowadziła się do Bradford, gdzie Barbara rozpoczęła naukę w miejscowej Girls Grammar School. Następnie studiowała w St. Hugh’s College na Uniwersytecie Oksfordzkim na kierunku filozofia, politologia i ekonomia. Na studiach zaangażowała się w działalność polityczną obejmując stanowisko skarbnika uniwersyteckiego Labour Club. W 1937 została wybrana do rady okręgu St. Pancras. W 1943 po raz pierwszy wygłosiła przemówienie na konferencji Partii Pracy. Pracowała również w ministerstwie żywności. W 1944 poślubiła Teda Castle’a. Następnie została dziennikarką „Daily Mirror”.

### Kariera polityczna

#### Izba Gmin
W 1945 dostała się do Izby Gmin wygrywając wybory w okręgu Blackburn. W latach 1950–1955 reprezentowała Blackburn East, a następnie odtworzony okręg Blackburn. Pierwsze stanowisko w administracji rządowej otrzymała w 1964, kiedy to została ministrem ds. rozwoju zamorskiego w gabinecie Wilsona.
Castle pozostawała na tym stanowisku do 1965, kiedy to stanęła na czele departamentu transportu. Na tym stanowisku doprowadziła do wyposażenia policji w alkomaty w celu zwalczania nietrzeźwych kierowców. Doprowadziła również do przyznania rządowych subsydiów dla nierentownych kolei (Transport Act z 1968). Wprowadziła również obowiązek montowania w samochodach pasów bezpieczeństwa. W 1968 została ministrem zatrudnienia oraz pierwszym sekretarzem stanu (drugą osobą w rządzie po premierze). W 1969 zgłosiła kontrowersyjną propozycję ograniczenia roli związków zawodowych. Castle pozostała na tych stanowiskach do wyborczej porażki laburzystów w 1970.
Po powrocie laburzystów do władzy w 1974 Castle została ministrem służby socjalnej. Podczas referendum dotyczącego członkostwa Wielkiej Brytanii w EWG nawoływała do głosowania na „nie”. Po rezygnacji Wilsona w 1976 nowy premier James Callaghan nie powierzył Castle żadnego stanowiska.
W 1979 zrezygnowała z miejsca w Izbie Gmin i została wybrana do Parlamentu Europejskiego, gdzie zasiadała do 1989, reprezentując okręgi Greater Manchester North (do 1984) i Greater Manchester West. W PE Castle pełniła funkcję przewodniczącej posłów Partii Pracy oraz wiceprzewodniczącej grupy deputowanych socjalistycznych. Zasiadała również w komisji rolnictwa i rozwoju wsi oraz w delegacji ds. stosunków z Maltą.

#### Izba Lordów
W 1990 otrzymała dożywotni tytuł parowski baronowej Castle of Blackburn i zasiadła w Izbie Lordów. W 1993 opublikowana została jej autobiografia Fighting All The Way. Zmarła w 2002.

## Życie prywatne
Była zamężna z dziennikarzem i politykiem Edwardem Castle.

## Biografie Castle
- Lisa Martineau, Barbara Castle: Politics and Power, 2003, EAN 0233994807
- Anne Perkins, Red Queen: The Authorised Biography of Barbara Castle, 2003, ISBN 0-333-90511-3.